# Max Merritt
Maxwell James Merritt (Christchurch (Nieuw-Zeeland), 30 april 1941 – Los Angeles, 24 september 2020) was een uit Nieuw-Zeeland afkomstige Amerikaanse gitarist (soul, r&b, rock) en singer-songwriter. Als leider van Max Merritt & The Meteors zijn zijn bekendste hits Slippin' Away, die #2 bereikte in de Australische singlehitlijsten uit 1976 en Hey, Western Union Man, die #13 bereikte. Merritt werd vanaf 1958 bekend in Nieuw-Zeeland en verhuisde in december 1964 naar Sydney. Merritt werd erkend als een van de beste lokale artiesten van de jaren 1960 en 1970 en zijn invloed heeft veel bijgedragen aan de popularisering van soulmuziek, r&b en rock in Nieuw-Zeeland en Australië.
Merritt was een geacht rockpionier in Australazië die meer dan 50 jaar lang publiekstrekkers produceerde. Hij wekte respect en genegenheid op bij generaties artiesten. Dit werd duidelijk tijdens het Concert for Max in 2007, dat werd georganiseerd om hem financiële steun te verlenen, nadat was aangekondigd dat hij het syndroom van Goodpasture had, een zeldzame auto-immuunziekte. De Australian Recording Industry Association (ARIA) erkende Merritts iconische status op 1 juli 2008, toen hij werd opgenomen in hun ARIA Hall of Fame.

## Biografie

### 1956-1962: vroege carrière in Christchurch
Merritt, geboren in Christchurch, Nieuw-Zeeland, was van jongs af aan geïnteresseerd in muziek en begon op 12-jarige leeftijd met gitaarlessen. In 1955 maakte hij kennis met de rock-'n-roll van Bill Haley en Elvis Presley. Na het verlaten van school in 1956, op 15-jarige leeftijd, formeerde Merritt The Meteors met vrienden Ross Clancy (saxofoon), Peter Patonai (piano), Ian Glass (bas) en Pete Sowden (drums). Aanvankelijk als parttime groep, speelden ze bij dans- en lokale liefdadigheidsconcerten en Merritt zette zijn baan als leerling metselaar in het bedrijf van zijn vader voort. Toen zijn ouders, samen met lokale Odeon-theatermanager Trevor King, de Christchurch Railway Hall omvormden tot het muziekcentrum The Teenage Club, huurden ze Merritt en the Meteors in. The Teenage Club trok honderden lokale bewoners en verhoogden hun populariteit in de stad, toen de meeste bedrijven en openbare gelegenheden laat sloten op zondagmiddag.
Clancy werd in 1958 vervangen door Willi Schneider en de band bracht in juni hun debuutsingle Get a Haircut uit bij His Master's Voice. In 1959 waren The Meteors een topattractie voor jongeren geworden, die regelmatig menigten van 500 of meer trok. Merritt leende spelers van andere bands als een Meteors-lid niet beschikbaar was, een van die bands was Ray Columbus & the Invaders, geleid door zanger Columbus. Van deze band rekruteerde Merritt gitarist Dave Russell en basgitarist/toetsenist Billy Karaitiana (ook bekend als Billy Kristian). In januari 1959 speelde Johnny Devlin, de beste rocker van Nieuw-Zeeland in Christchurch. Devlin zag Merritt later op een rock-'n-roll jamboree liefdadigheidsconcert, waar Devlins manager Graham Dent voldoende onder de indruk was om hun optreden te prijzen bij de Auckland-promotor Harry M. Miller. Miller voegde in 1959 The Meteors toe aan de tournee van de Australische rocker Johnny O'Keefe's door Nieuw-Zeeland.
Christchurch was gekozen als locatie voor een paramilitaire basis in de Verenigde Staten om toegang te krijgen tot Antarctica. Met de codenaam Operation Deep Freeze had het het enige vliegveld, dat groot genoeg was om de enorme transportvliegtuigen af te handelen. De aanwezigheid in de Verenigde Staten zorgde voor een grotere invloed van rock-'n-rollmuziek. Jonge militairen ontdekten The Teenage Club en de grindstemmige jonge zanger Merritt. Meer rock-'n-roll- en r&b-platen kwamen in lokale jukeboxen en waren op de radio. Vanuit hun Amerikaanse connecties konden zowel The Meteors als The Invaders zichzelf uitrusten met Fender gitaren en bassen, die nog steeds zeldzaam waren in Australië en het Verenigd Koninkrijk vanwege importbeperkingen. In 1959 was de bezetting voor The Meteors Rod Gibson (saxofoon), Ian Glass (basgitaar), Bernie Jones (drums) en Billy Kristian (piano). Begin 1960 bracht HMV hun debuutalbum C'mon Let's Go uit. Opvolgende singles waren Kiss Curl en C'Mon Let's Go in 1960 en Mr Loneliness in 1961. Ze hadden lokale steun, maar waren bijna onbekend buiten het Zuidereiland. In een poging om door te breken op de meer lucratieve North Island-markt, verhuisden zowel Max Merritt & The Meteors als Ray Columbus & The Invaders in november 1962 naar Auckland.

### 1963-1964: Auckland en Invaders & Max Merritt's Meteors
Na Auckland te hebben bereikt, werd Merritts band de op één na populairste band in Nieuw-Zeeland achter The Invaders, die een beatpop stijl speelden, terwijl The Meteors rock-'n-roll, soul en r&b speelden. Max Merrit & The Meteors steunden Dinah Lee op opnamen. Haar bekendste single Reet Petite uit september 1964 bereikte #1 in de Nieuw-Zeelandse hitlijsten en #6 in Melbourne, Australië. De bezetting van The Meteors met Merritt, Peter Williams (gitaar), Teddy Toi (bas) en Johnny Dick (drums) hebben materiaal opgenomen voor hun tweede album Max Merritt's Meteors. Ze zijn in december 1964 naar Sydney verhuisd.

### 1965-1967: Sydney en Shake
In Sydney hadden The Meteors hun eerste Australische televisieoptreden bij Johnny O'Keefes Sing Sing Sing. In april 1965 werd het tweede Meteors-album eindelijk uitgebracht bij RCA Records en bevatte een reeks stijlen, waaronder de single So Long Babe. Andere singles volgden, maar Toi en Dick vertrokken om zich bij Billy Thorpe & The Aztecs te voegen en werden uiteindelijk vervangen door voormalig lid Kristian op bas en Bruno Lawrence op drums. In februari 1966 werden de Britse acts The Rolling Stones en The Searchers op tournee ondersteund door Max Merritt & The Meteors. Na een cruiseschip-optreden naar Nieuw-Zeeland (waar Lawrence abrupt de groep verliet), hoorde Merritt Otis Reddings versie van Try a Little Tenderness en nam hij zijn eigen cover op in 1967. Onrust binnen The Meteors zorgde voor een snelle wisseling van leden en rond mei besloot Merritt met Bob Bertles op saxofoon, Stewie Speer op drums en John 'Yuk' Harrison op basgitaar, te verhuizen naar Melbourne.

### 1967-1971: Melbourne enMax Merritt and the Meteors
In Melbourne vonden Merritt en zijn band het aanvankelijk moeilijk om regelmatig optredens te krijgen en reisden daarom veel door de staat. Op 24 juni 1967 kwam het busje, waarin ze naar Morwell, Victoria reisden, frontaal in botsing met een auto nabij Bunyip. Bertles liep een gebroken been op, Speer had beide benen verpletterd, brak beide armen en verloor de toppen van een aantal vingers. Merrit verloor zijn rechteroog en had littekens op zijn gezicht. Het kostte de leden van de band bijna een jaar om te herstellen. In juli 1968 deden ze mee aan Hoadley's Battle of the Sounds en eindigden achter de winnaars The Groove, the Masters Apprentices en Doug Parkinson.
In 1969 werd de band opnieuw gecontracteerd door RCA Records en brachten ze hun eerste single na meer dan twee jaar uit, een cover van Jerry Butlers Hey, Western Union Man, die #13 bereikte in de Australische single-hitlijsten. Begin 1970 werd hun derde album Max Merritt and the Meteors uitgebracht met zes originele nummers en vijf covers. Het bereikte #8 in de nationale albumlijst. Dave Russell (ex-Ray Columbus & the Invaders) verving Harrison op bas en Merritts band werd door ABC gevraagd om de vierdelige tv-serie Max Merritt and the Meteors in Concert te leveren. Eind 1970 brachten ze Stray Cats uit, gevolgd door de singles Good Feelin' en Hello LA, Bye Bye Birmingham in 1971 en Let it Slide in 1972. Noch het album, noch de singles plaatsten zich in de hitlijst. Tegen die tijd was Merritt weer verhuisd, dit keer naar het Verenigd Koninkrijk.

### 1971–1976:Engeland
In Londen speelde de band vanaf begin 1971 in het Britse pubrock circuit, aanvankelijk met weinig succes, maar hun populariteit groeide langzaam en ze steunden Slade en The Moody Blues op diens tournee. In 1974 vielen de Meteors echter weer uit elkaar, waardoor Merritt en Speer John Gourd moesten rekruteren op gitaar, steelgitaar en piano, Howard Deniz op bas en Barry Duggan op saxofoon en fluit. Deze bezetting werd gecontracteerd door het Amerikaanse Arista Records voor hun nieuw opgerichte Britse label en bracht A Little Easier uit met de titelsingle A Little Easier in 1975. Slipping Away was hun tweede single van het album en trok de aandacht van radioluisteraars in Australië en Nieuw-Zeeland, waarmee ze #2 bereikten in Australië en #5 in Nieuw-Zeeland. Hun best uitgevoerde single zorgde voor de verkoop van A Little Easier, die #4 bereikte in de Australische albumlijsten. Het andere album Out of the Blue (#13, 1976) werd uitgebracht met een vernieuwde versie van Let it Slide (#29) als een single in Australië. Gedurende deze tijd speelde de band regelmatig optredens in het White Hart in Willesden Green, de Nashville Rooms in West Kensington, het Windsor Castle, op de Harrow Road in Maida Vale en speelde in 1976 een gedenkwaardig optreden in het Alexandra Palace, waar Merritt naar het optreden kwam op de dag nadat hij terug was gereisd uit Nieuw-Zeeland om zijn stervende moeder te bezoeken, die overleed terwijl hij onderweg was. In 1977, met de komst van punkrock, was de populariteit van de band op het Britse pubcircuit afgenomen en gingen ze definitief uit elkaar. Merritt verhuisde vervolgens naar de Verenigde Staten.

### 1977–1999: Gevestigd in Verenigde Staten
Merritt verhuisde in 1977 naar Nashville (Tennessee) en tekende als soloartiest bij Polydor Records, dat in 1979 Keeping in Touch uitbracht. Vervolgens verhuisde hij naar Los Angeles, waar hij bleef wonen. Hij toerde door Australië in 1979 en 1980. Tijdens de tweede tournee stelde hij een band samen met Stewie Speer op drums, Paul Grant op gitaar, John Williams op keyboards, Martin Jenner op gitaar en Phil Lawson op bas. Dit was Merritt en Speers laatste grote tournee samen: Speer overleed aan een hartaanval op 16 september 1986. Merritt bracht de singles Growing Pains uit in 1982 en Mean Green Fighting Machine in 1986. De tweede was een promotionele single voor het Australian Rugby League-team Canberra Raiders. Hij toerde in 1991 door Australië met Brian Cadd (ex-The Groop, Axiom, solo) in de Brian Cadd en Max Merritt Band, die Merritt, Cadd (zang, piano), John Dallimore (gitaar; ex-Redhouse, Dallimore, Jon English Band, Craig Reeves (keyboards), Des Scott (bas) en Dave Stewart (drums, ex-Daniel) bevatte. Eind 1996 keerde Merritt keerde terug naar Australië om het club- en pubcircuit te bezoeken.

### 2000–2020: Heropleving en overlijden
Merritt toerde in april 2001 samen met Doug Parkinson, een mede-veteraan-rocker uit de jaren 1960, door Australië op een kort clubcircuit. Dit betekende een heropleving van de interesse voor Merritt en in april en mei stond een rondreis door Australië op het programma onder de vlag The Heart & Soul of Rock & Roll met Parkinson. In augustus en september 2002 was de Long Way To The Top-concerttournee. Daarna, telkens wanneer Merritt terugkeerde naar Australië, was er veel vraag naar een hervormde Max Merritt & The Meteors voor speciale evenementen en muziekfestivals, zoals het Melbourne Music & Blues Festival, het Perth Moonlight Festival, de Veterans Games in Alice Springs, het Queenscliff Festival en de Toyota Muster in Gympie. In april 2006 verscheen de band op het Byron Bay Blues Festival en het Gladstone Harbor Festival.
Half april 2007 werd Merritt opgenomen in een ziekenhuis in Los Angeles met symptomen van nierfalen. Bij hem werd de diagnose Goodpasture-syndroom gesteld, een zeldzame auto-immuunziekte die de nieren en longen aantast. Merritt worstelde met zijn gezondheid en financiën, dus zijn manager Wal Bishop en de Australische muziekindustrie vrienden organiseerden een benefietconcert voor Max in het Palais Theatre in St Kilda, Victoria op 21 oktober 2007, waarmee $ 200.000 werd opgehaald. Op 1 juli 2008 werd Merritt door Glenn A. Baker opgenomen in de ARIA Hall of Fame. Merritt werd op het podium vergezeld door Kasey Chambers en Bill Chambers om Slipping Away uit te voeren.
De levendige verschijning van de in Nieuw-Zeeland geboren veteraan Max Merritt, die worstelde met de ziekte in zijn huis in Los Angeles, was een ander hoogtepunt. Hij klonk geweldig, geholpen door de Australische country-ster Kasey Chambers en haar vader Bill op Slipping Away. Merritt was tot tranen toe bewogen door het eerbetoon en zijn toespraak was hoog op emotie.

## Overlijden
Merritt overleed in Los Angeles, Californië op 24 september 2020 op 79-jarige leeftijd, 13 jaar nadat hij de diagnose goodpasture-syndroom had gekregen.

## Discografie
Studioalbums
- 1960: C'mon Let's Go (lp, His Master's Voice)
- 1965: Max Merritt's Meteors (lp, RCA Records)
- 1970: Max Merritt and the Meteors (lp, RCA Records)
- 1971: Stray Cats (lp, RCA Records)
- 1975: A Little Easier (lp/cassette, Arista)
- 1976: Out of the Blue (lp/cassette, Arista)
- 1979: Keeping in Touch (lp/cassette, Polydor)
- 1980: Black Plastic Max (lp/cassette, Polydor)

Livealbums
- 1975: Back Home Live (lp/cassette, Arista Records) opgenomen in Melbourne, 1976
- 2012: Been Away Too Long (cd/download, LosTraxx) opgenomen in 1969

Compilaties
- 1985: The Early Years (lp/cassette, Hughes Leisure Group)
- 1986: 17 Trax of Max (lp/cassette, Raven Records)
- 2000: 23 Trax of Max (1965-1982) (cd, Raven Records)
- 2001: The Very Best of Max Merritt & The Meteors (cd, EMI)
- 2007: The Essential Max Merritt & The Meteors (2 cd, Sony BMG)

Ep's
- 1964: Don't You Know .. Dinah Lee (als Dinah Lee & Max Merritt & His Meteors)	(lp, Viking)
- 1964: Yeah, Yeah, We Love.. Dinah Lee (als Dinah Lee & Max Merritt & His Meteors) (lp, Viking)
- 1964: Good Golly Max Merritt (lp, Viking)
- 1966: Shake (als Max Merritt & His Meteors) (lp, Parlophone)

Singles
- 1959:	Get a Haircut
- 1959: Kiss Curl
- 1962:	Mister Loneliness
- 1962: Weekend
- 1963:	The Slow One
- 1963: Soft Surfie
- 1963: Laughing Girl
- 1964:	Many Things
- 1964: Valley of the Souix
- 1964: Giddy Up a Ding Dong!
- 1964: I Just Don't Understand (met Tommy Adderley)
- 1964: Reet Petite (met Dinah Lee)
- 1965:	So Long Baby
- 1965: Zip-a-Dee-Doo-Dah
- 1965: You Deserve What You've Got
- 1966:	Shake / I Can't Help Myself
- 1966: Fannie Mae
- 1969:	Hey, Western Union Man
- 1971:	Good Feelin'
- 1971: Hello L.A., Bye-Bye Birmingham
- 1975:	A Little Easier
- 1975: Slipping Away
- 1976:	Let It Slide
- 1976: Take Part of Me
- 1976: Whisper in My Ear
- 1978:	Wish You'd Never Come Into My Life
- 1979:	Dirty Work
- 1979: It's Over
- 1982:	Growing Pains
- 1986:	Mean Green Fighting Machine
- 2003:	To Love Somebody" (met Marcia Hines, Doug Parkinson en Brian Cadd)

- Library of Congress Control Number: no2005099178
- MusicBrainz: f814fd23-f51a-49ab-8d5f-ac250c18b661
- Virtual International Authority File: 76057034
- WorldCat: E39PBJwd9dQJ3QXyGrycCxM9Dq